# The Isolationist
The Isolationist è il sesto album in studio del gruppo musicale statunitense Krieg, pubblicato nel 2010 dalla Candlelight Records.

## Tracce
1. No Future – 6:27
2. Photographs from an Asylum – 5:51
3. All Paths to God – 5:00
4. Ambergeist – 4:09
5. Depakote – 7:17
6. Religion III – 2:30
7. Blue of Noon – 4:43
8. Inhalation Decays – 5:50
9. ...and the Stars Fell On – 6:52
10. Remission – 3:01
11. Dead Windows – 3:42

## Formazione

### Gruppo
- Imperial – voce, chitarra
- Joseph Van Fossen – chitarra
- Wrest – basso, percussioni, tastiere
- Chris Grigg – batteria